# Gian Carlo Menotti
Gian Carlo Menotti (írásváltozata Giancarlo Menotti) [dʒan ˈkarlo meˈnɔtːi] (Cadegliano, Lombardia, 1911. július 7. – Monte-Carlo, 2007. február 1.) olasz-amerikai zeneszerző, librettista, rendező. Eklektikus stílusúnak tartott, leginkább Puccinit követő operái révén az egyik legtöbbet játszott 20. századi komponista.

## Élete
Édesanyja, Ines Pellini szülővárosa polgármesterének leánya volt. Édesapja vagyonos nagykereskedő, kávét importált Kolumbiából. Menotti nem kötődött apjához, felnőttként úgy emlékezett rá, hogy anyja rettegett tőle.
Gian Carlo a család nyolc gyermekéből hatodikként született. Korán kiderült, hogy jók a zenei képességei, és egyértelmű volt, muzsikus lesz felnőttként. Még gyermekként komponált két operát, dalokat. A magánúton folytatott zenei tanulmányok után 1923 és '26 között a milánói Giuseppe Verdi Konzervatórium növendéke volt. Az anyja ismerősei közé tartozó Arturo Toscanini javasolta, hogy a Curtis Institute-ban képezze tovább magát. Erre már csak apja halála után került sor. 1928-ban Menotti anyjával Dél-Amerikába hajózott a családi vállalat ügyében. A visszaúton Ines Menotti Philadelphiában beíratta a 17 éves fiút a Curtis Institute-ba, és egy olasz családnál szállásolta el. Gian Carlo zeneszerzéstanára, Rosario Scalero bízta meg az ebben az időben ugyancsak ott tanuló Samuel Barbert, hogy segítsen a beilleszkedésben Menottinak. Eleinte csak franciául tudtak kommunikálni, de gyorsan elsajátította az angolt. 1933-ban kapta meg diplomáját. A még nem végzett Barberrel Bécsbe utaztak egy időre. Samuel tanulmányai befejezésére visszatért Philadelphiába, és 1936-ban újra együtt tettek európai körutazást.
Ebben az évben kezdte komponálni első érett operáját, az Amelia bálba megyet, még olasz szöveggel. 1937. április 1-jén mutatták be angol fordításban Philadelphiában. A siker hatására a Metropolitan is műsorára tűzte a következő szezonban. (Volt olaszországi premier is, de ennek állami támogatásául a fasiszta pártba való belépést várták el Menottitól, amire nem volt hajlandó, így megtiltották kritikák közlését.)
1939-ben az NBC rádióállomás mutatta be az A vénkisasszony és a tolvaj c. vígoperáját, majd egy komoly darab, A sziget istene következett, ami nagy bukás volt. Menottitól – a sikertelen embertől – elfordultak az emberek. Anyagi gondjaiból – nem először – a Curtis-alapító Mary Louise Curtis Bok segítette ki. 1943-ban Barberrel meg tudták venni a Capricornnak ('Bak') nevezett házat New York szomszédságában, amely nemcsak lakhelyül, hanem „szalonként” is szolgált, a művészvilág rendszeres találkozóhelye lett. Megfordult itt Vivien Leigh, Laurence Olivier, Vladimir Horowitz, Marcel Duchamp.
1944-ben ismét kudarc érte: Sebastian c. balettje alig keltett visszhangot. Addigi színházi tapasztalataiból megértette, hogy műveit teljes körűen kontrollálnia kell: zenét, szöveget, rendezést, sajtót. Bemutatói főként a Broadway játszóhelyein voltak, ezt lehetővé tette legtöbb darabjának kis apparátusa. 1946-ban színpadra állított két egyfelvonásosánál (A médium, A telefon) már marketingeszközöket is alkalmazott, és ez meg is tette hatását.
Az ötvenes évektől – díjakkal is – elismert szerzőnek számított az Egyesült Államokban, és Európában is játszani kezdték műveit. 1951-ben, újra NBC megrendelésre megírta az első tv-operát, az Amahl és az éjszakai látogatók c. karácsonyi gyerekdarabot. Színpadi változatában ez lett világszerte legjátszottabb darabja.
1948-ban lett egykori alma matere tanára, 1952 és 1955 között a zeneszerzés tanszék vezetője is volt a Curtis Institute-ban. Jutott ideje arra is, hogy librettókat írjon Barbernek és Lucas Fossnak.
1958-ban Spoletóban megalapította az USA és Európa között „kulturális hidat” teremtő Két világ fesztiválját (Festival dei Due Mondi/Festival of Two Worlds). (Ennek sikerén felbuzdulva 1977-től megszervezte az ikerrendezvényét Charlestonban. Vezetéséről a szervezőbizottsággal való vitái miatt 1993-ban mondott le.) Élete végén úgy ítélte meg, túl sok idejét vette el a rendezvény a hasznos dolgoktól.
A hatvanas években már a külföldön legjátszottabb amerikai operakomponista volt, Európából is kapott megrendeléseket. 1963-ban a párizsi Opéra-Comique mutatta be az Utolsó barbárt, 1968-ban a Hamburgi Opera a Segítség, segítség, a globolinkok! c. gyermekdarabot.
1970-ben mutatta be a melegjogokért kiálló színdarabját, A leprást. Homoszexualitását mindig nyíltan vállalta. (Prózai művel máskor is jelentkezett.)
1973-ban Barber és Menotti eladta a Capricorn-házat, kapcsolatuk meglazult ezután. Menotti áttelepült egy Skóciában vett udvarházba. 1974-ben örökbe fogadta a több korábbi produkciójában is szereplő (heteroszexuális) Francis Phelan/Menotti színészt és műkorcsolyázót. A komponálást Európában sem hagyta abba, de bemutatói ritkábbá váltak. Megélhetési gondjai miatt kéziratgyűjteménye egyes darabjainak eladására kényszerült. Új lakhelyére tervezett zeneiskolája sem valósult meg pénz hiányában. Utolsó operáját, az Éneklő gyermeket 1993-ban komponálta. Más műfajban később is alkotott. 1993–94-ben a Római Operaház művészeti igazgatója volt. A spoletói fesztivál szervezését, az operarendezést még kilencvenedik életévén túl is folytatta.
Zenéjét elutasította a komponistatársak többsége, ő viszont nem szerette az atonális zenét. A kritikusokat elintézte annyival, hogy „elronthatják a reggelimet, de az ebédemet nem”. Kedvelte a közönség és szerették énekesek, utóbbiak a jól (és hatásosan) énekelhető szerepekért. Kimutattak műveiben Debussy-, Muszorgszkij-, Stravinsky- és főként Puccini-hatást, de ezekből saját stílust teremtett. Az atonalitást csak hatáselemként alkalmazta. Önmaga librettistájaként egy egységként kezelte a cselekményt, a zenét, a szöveget. Sokat írt gyerekekről és gyerekeknek. Kedvelte a hátrányos helyzetű (vak, süket, sánta, néma) szereplőket, minimálisan jelenített meg erőszakot. A nemzetközi alaprepertoárba a '40-es, '50-es években a Capricornban keletkezett darabjai kerültek be.

## Művei

### Operák, színpadi, drámai művek[13][14]
- Amélia bálba megy (Amelia al ballo, 1937)
- A vénkisasszony és a tolvaj (The Old Maid and the Thief, rádióopera, 1939)
- A sziget istene (The Island God, 1942)
- Sebastian (balett) (1944)
- A médium (The Medium, 1946)
- A telefon, avagy szerelem hármasban (The Telephone or L'amour à trois, 1946)
- Küldetés az útvesztőbe (Errand Into the Maze, balett, 1947)
- A konzul (The Consul, 1950)
- Amahl és az éjszakai látogatók (Amahl and the Night Visitors, tv-opera, 1951)
- A Bleecker Street-i szent (The Saint of Bleecker Street, 1954)
- Az egyszarvú, Gorgó és a mantikhór (The Unicorn, Gorgon and Manticore, madrigál-balettopera, 1956)
- Maria Golovin (1958)
- Labirintus (Labyrinth, tv-opera, 1963)
- Az utolsó barbár (Le dernier sauvage, 1963)
- Martin hazugsága (Martin's Lie, templomi opera, 1964)
- Segítség, segítség, a globolinkok! (Help, Help, the Globolinks!, űropera, 1968)
- A világ legfontosabb embere (The Most Important Man, 1971)
- Tamu-Tamu (A vendégek) (Tamu-Tamu [The Guests], 1973)
- A tojás (The Egg, 1976)
- A hős (The Hero, 1976)
- A cigány pere (The Trial of the Gypsy, 1978)
- Chip és kutyája (Chip and His Dog, 1979)
- Juana la Loca (1979)
- Menyasszony a Plútóról (A Bride from Pluto, 1982)
- A fiú, aki túl gyorsan nőtt (The Boy Who Grew Too Fast, 1982)
- Goya (1986)
- A lakodalom napja (Giorno da Nozze, 1988)
- Az éneklő gyermek (The Singing Child, 1993)

### Egyéb művek
- Hegedűverseny (1952)
- Triplo concerto à tre (1968)
- Szvit két gordonkára és vonósokra (1973)
- Fantázia gordonkára és zenekarra (1975)
- Kantiléna és scherzo (hárfára, két hegedűre, brácsára és gordonkára, 1977)
- A remény éneke (kantáta) (1980)
- Szent Teréz (1982)
- Nagybőgőverseny (1983)
- Gloria (egy többszerzős mise tétele, 1995)
- Hegedű–klarinét–zongora-trió (1996)

## Díjai
- Guggenheim-díj (1946)
- Pulitzer-díj (1950, 1955)
- a Kennedy Center díja (1984)